# جعفرقلی‌اوشاغی
جعفرقلی‌اوشاغی (به لاتین: Dzhafarkuluushagy) یک منطقهٔ مسکونی در جمهوری آرتساخ است که در استان کاشاتاق واقع شده‌است.